# Thomas Geve
Thomas Geve (Stettino, 27 ottobre 1929 – Haifa, 27 agosto 2024) è stato uno scrittore e ingegnere israeliano di origine tedesca.
Ebreo, sopravvissuto tra i bambini dell'Olocausto ai campi di concentramento di Auschwitz, Gross-Rosen e Buchenwald, produsse subito dopo la liberazione una serie di 79 disegni a illustrare la sua esperienza, seguiti nei decenni successivi da due libri di memorie autobiografiche.

## Biografia
Thomas Geve nasce nel 1929 a Stettino, nel distretto di Züllchow, sulle rive del Baltico, da una famiglia ebrea tedesca. Il padre è medico. Perso il lavoro nel 1933 all'avvento del nazismo, il padre si trasferisce con la famiglia nella sua cittadina natale di Beuthen (allora in Germania). Alla fine del 1938 la famiglia si riunisce con i nonni materni a Berlino. Nel 1939 il padre riesce a emigrare in Inghilterra come rifugiato, ma lo stesso status non viene accordato alla moglie e al figlio che rimangono a Berlino. Al bambino fu permesso di continuare gli studi fino al 1942, quando fu assegnato al lavoro coatto nel Cimitero ebraico di Weißensee. La madre fu impiegata in una fabbrica di uniformi per l'esercito.
Nel giugno 1943, a poco più di tredici anni, Stefan viene deportato ad Auschwitz con la madre, che non rivide più. Il ragazzo invece sopravvisse lavorando come muratore e imparando ad "organizzarsi", sorretto da una tenace volontà di vivere. Rimase al campo di Auschwitz fino al gennaio 1945 quando venne trasferito con le marce della morte prima a Loslau e quindi a Gross-Rosen e Buchenwald. Quando l'esercito alleato giunse a Buchenwald l'11 aprile 1945, Stefan era in condizioni così debilitate che dovette restare ancora qualche tempo nell'ospedale del campo per rimettersi in forze. Chiese allora carta e matite e cominciò a disegnare le situazioni che aveva vissute nei lager. Nel giugno 1945 fu quindi inviato in un orfanotrofio in Svizzera, dove alcuni dei suoi disegni apparvero sui giornali. Rintracciato dal padre poté finalmente riunirsi al genitore a Londra nel novembre del 1945. Stefan riprende gli studi e nel giugno del 1950 si trasferisce in Israele, dove intraprese la carriera di ingegnere civile e prese parte alle operazioni militari durante la Crisi di Suez nel 1956, la Guerra dei sei giorni nel 1967 e la Guerra del Kippur nel 1973. 
Con lo pseudonimo di Thomas Geve pubblica già nel 1958 un libro di memorie sull'Olocausto (Youth in Chains), tradotto in varie lingue. Nel 1963 si sposa ed ha tre figli. 
Nel 1985 dona i suoi 79 disegni a Yad Vashem, il memoriale ufficiale di Israele delle vittime ebree dell'Olocausto. I disegni furono restaurati, catalogati, esposti per la prima volta al pubblico nel 1995 ed infine pubblicati nel 1997 (Es gibt hier keine Kinder - There Are No Children Here). Copie dei disegni vengono oggi mostrate in tutto il mondo. Sono con le illustrazioni che Michal Kraus disegna nello stesso periodo a illustrazione del suo diario, tra i pochi disegni ad essersi preservati sulla vita nei campi di concentramento prodotti all'epoca da bambini dell'Olocausto.  
Da pensionato, rientrò spesso in Germania, dove si impegnò attivamente come testimone dell'Olocausto nelle scuole e fu il protagonista di due documentari sulla sua esperienza.
Nel 2011 esce anche in Italia per Einaudi la raccolta commentata dei suoi disegni (Qui non ci sono bambini).

## Opere
- Thomas Geve, Youth in Chains, Jerusalem: Rubin Mass, 1958; rist. 1981. 
  - Nuova ed. Guns & Barbed Wire: A Child Survives the Holocaust, Chicago: Academy Chicago Publishers, 1987.
  - Ed. tedesca, Geraubte Kindheit, Konstanz: Südverlag, 1993.
  - Ed. olandese, Kind in Auschwitz, Weert: Zuid-Hollandsche U.M., 1993.
  - Ed. giapponese, 僕は銃と鉄条網に囲まれて育った : ホロコーストを生き残った子どもの記錄, Tokyo: Dobutsusha, 1993.
  - Ed. ebraica, נעורים בכבלים : ילד ניצל מן השואה, Jerusalem: Yad Vashem, 2003.

- Thomas Geve, Es gibt hier keine Kinder - There are no children here - אין ילדים כאן (German - English - Hebrew), Göttingen: Wallstein Verlag, 1997.
  - Ed. francese, Il n'y a pas d'enfants ici: dessins d'un enfant survivant des camps de concentration, Paris: Gawsewitch, 2009.
  - Ed. italiana, Qui non ci sono bambini - Un'infanzia ad Auschwitz, Torino: Einaudi, 2011.

- Thomas Geve, Aufbrüche. Weiterleben nach Auschwitz, Konstanz: Südverlag, 2000

## Documentari
- Thomas Geve - Nichts als das Leben, regia di Wilhelm Rösing (1997), 36 min.
- Il n'y a pas d'enfants ici: Dessins d'un enfant survivant des camps de concentration (ECPAD, 2009), 75 min.